# Sven Ydén (präst)
Sven Gustaf Adolf Ydén, född den 21 juni 1891 i Målilla församling, Kalmar län, död den 24 juni 1971 i Nyköping, var en svensk präst. Han var son till kyrkoherden i Målilla, Karl August Ydén (född 1843) och Selma Ottilia Katarina Kocken (1849–1909). Han gifte sig 1921 med Margit Liljedahl (född 1898) och var far till Ingrid Ydén-Sandgren. 
Ydén avlade studentexamen 1910, filosofisk ämbetsexamen vid Uppsala universitet 1914 och teologie kandidatexamen där 1920. Han prästvigdes sistnämnda år och var vice pastor i Tryserums och Hannäs församlingar 1921 samt komminister i Nynäshamn inom Ösmo församling 1921–1924. Ydén blev vice pastor i svenska Olaus Petri-församlingen i Helsingfors 1924, sjömanspräst där och i Åbo med flera finländska hamnar, legationspredikant vid svenska beskickningen i Helsingfors 1925 och kyrkoherde i svenska Olaus Petri-församlingen 1932. Han var kyrkoherde i Nyköpings Sankt Nicolai församling 1936–1958 och prost i Nyköpings västra kontrakt 1953–1958. Ydén blev ledamot av Vasaorden 1932.